# The Ancient Art of War in the Skies
The Ancient Art of War in the Skies est un jeu vidéo de type wargame développé par Evryware et publié par MicroProse en 1993 sur Amiga, Atari ST et PC. Le jeu fait suite à The Ancient Art of War (1984) et à The Ancient Art of War at Sea (1987). Il se déroule pendant la Première Guerre mondiale et simule des combats aériens opposant l’aviation britannique à celle des allemands. La majeure partie du jeu se déroule sur une carte en vue du dessus où le joueur peut planifier ses stratégies et définir les objectifs et les trajectoires de ses avions. Lorsqu’un avion arrive à destination, le jeu bascule dans un nouveau mode de jeu dans lequel le joueur contrôle son avion et tente de détruire ses adversaires en leur tirant dessus, ou de bombarder un objectif,.